# The Tokyo Concert (album de Bill Evans)
Pour les articles homonymes, voir The Tokyo Concert.
Albums de Bill Evans
Yesterday I heard the rain Half Moon Bay
The Tokyo Concert est un album du pianiste de jazz Bill Evans paru en 1974.

## Historique
Cet album, produit par Helen Keane, a été initialement publié en 1973 par le label Epic (80329). Il a été réédité ensuite par Fantasy Records (F 9457) puis par d'autres labels.
Il a été enregistré en public, le 20 janvier 1973, au Yubin Chokin Hall à Tokyo. Les ingénieurs du son étaient Henichi Handa, Tomoo Suzuki et Yuiichi Maejima.

## Titres de l’album
| No | Titre                           | Auteur                          | Durée |
| -- | ------------------------------- | ------------------------------- | ----- |
| 1. | Mornin' Glory                   | Bobbie Gentry                   | 5:46  |
| 2. | Up with the Lark                | Jerome Kern, Leo Robin          | 6:47  |
| 3. | Yesterday I Heard The Rain      | Armando Manzanero, Gene Lees    | 6:32  |
| 4. | My Romance                      | Richard Rodgers, Lorenz Hart    | 8:40  |
| 5. | When Autumn Comes               | Clare Fisher                    | 6:04  |
| 6. | T.T.T.T. (Twelve Tone Tune Two) | Bill Evans                      | 6:35  |
| 7. | Hullo Bolinas                   | Steve Swallow                   | 4:01  |
| 8. | Gloria's Step                   | Scott LaFaro                    | 7:07  |
| 9. | On Green Dolphin Street         | Bronislau Kaper, Ned Washington | 6:46  |

## Personnel
- Bill Evans : piano[6]
- Eddie Gomez : contrebasse
- Marty Morell : batterie